# Рейкозварювальна машина

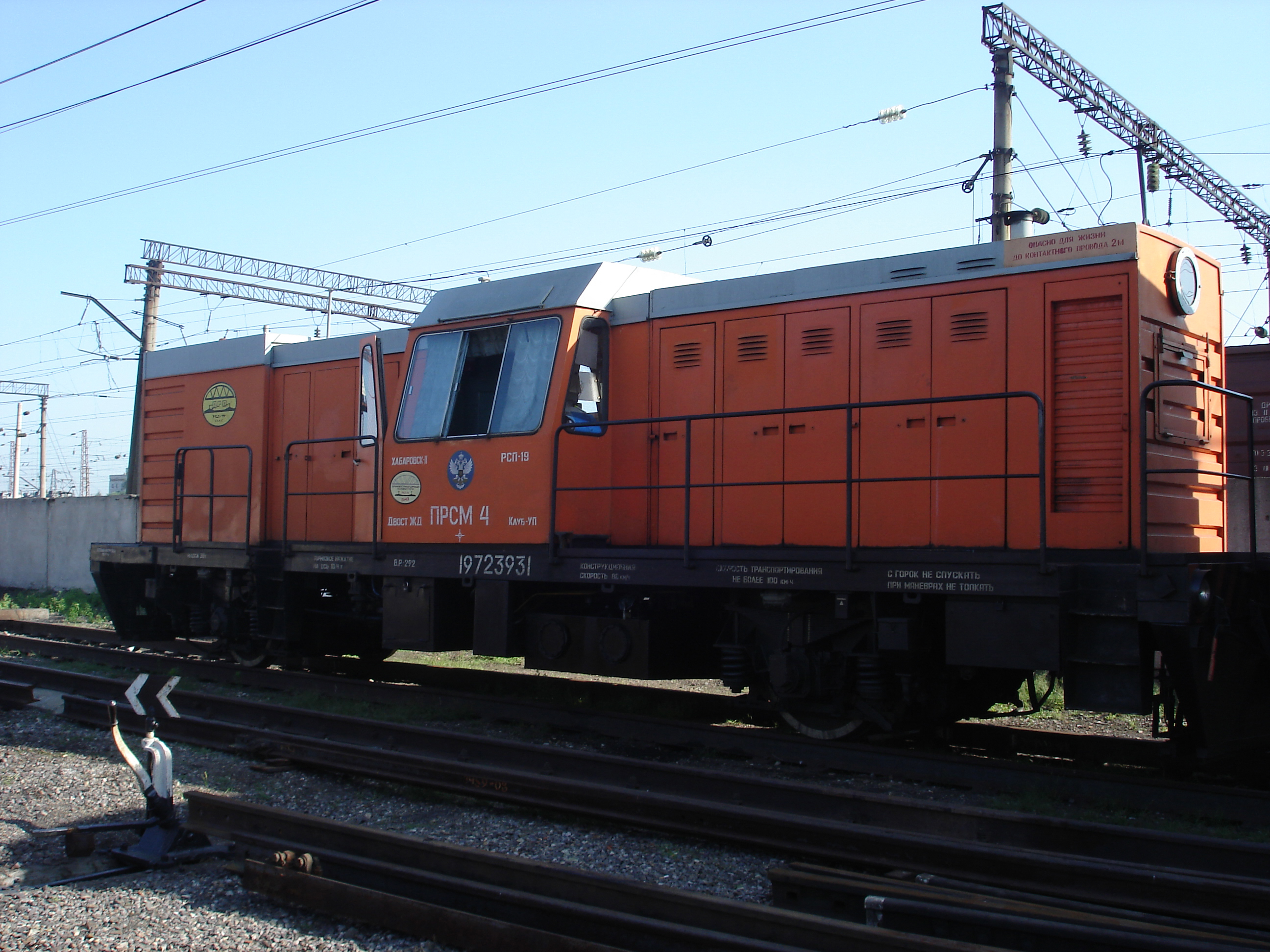
Колійна рейкозварювальна самохідна машина (ПРСМ-4) в похідному стані

Рейкозварювальні машина — вид залізничних машин, створених для зварювання рейок у довгі відрізки, зокрема при укладанні безстикової колії.
Зварювальний агрегат машини монтуються на спеціальних пересувних платформах. Машина зварює рейки в колії, по якій рухається, а також всередині і по боках колії.